# Жан-Етјен Монтикла
Жан-Етијен Монтукла (фр. Jean-Étienne Montucla; 5. септембар 1725. – 18. децембар 1799.) је био француски математичар и историчар.

## Биографија
Жан-Етијен Монтукла је рођен у Лиону.
Године 1754. објавио је анонимно расправу о квадратури круга - Историја истраживања о квадратура круга (фр. Histoire des recherches sur la quadrature du cercle). Монтуклово велико интересовање за историју математике почиње објављивањем првог дела његовог рада Историја математике (фр. Histoire des Mathématiques), 1758. године. Према Џорџу Сартону (George Sarton, Белгијско-амерички хемичар и историчар), Историја математике је историја математичких наука и готово би се могла звати историјом науке из угла математике, као што су и многе историје медицине, донекле, историје науке написане из угла медицине.
Он је био постављен за интенданта-секретара у Греноблу 1758. године, за секретара експедиције за колонизацију у Кајену (Француска Гвајана) 1764. године и за главног архитекту и краљевског цензора за математичке књиге 1765. године.
Француска револуција га је лишила прихода и оставила га у великој беди. Понуду математичке катедре 1795. године у једној од школа у Паризу је морао да одбије због његовог слабог здравља. Мало је стао на ноге када је 1798. године објављено друго издање првог дела његове Историје.
Године 1778. он је обновио издање књиге Жака Озанама Обнављање математике (Recreations mathématiques), која је затим објављена и на енглеском језику у преводу Чарлса Хатона (Charles Hutton - Recreations in Mathematics and Natural Philosophy) у 4 тома у Лондону 1803. године. Након његове смрти, његову Историју је довршио Жером Лаланд (фр. Joseph Jérôme Lefrançois de Lalande) и објавио је у Паризу у четири тома од 1799. до 1802. године.
Ајвор Гратан-Гинис (Ivor Grattan-Guinness) описао је Историју као прекретницу:
Његова прва књига покрива грчке, римске, и источне традиције, док други покрива геометрију, механику и оптику до седамнаестог века. Четрдесет година касније објављено је друго издање, иако је аутор тада већ био умро и посао завршетка пао на Џером Лаланд. Лаланд је, уз помоћ разних колега, завршио трећи том и написао четврти у року од четири године. Прва два тома покрива исте области као прво издање, док друга два обрађују све аспекте осамнаестог века. Целокупно издање има око 3000 страница, укључујући индекс појмова... Једна занимљива карактеристика рада, посебно у поглављима о примењеној математици, је недостатак математичког симболизма у тексту: и Монтукла и Лаланд су често приказивали садржаје вербално без симболичког приказа. Наравно, многи основни аспекти историје математике су на тај начин изостављени